# Chuck Billy
Charles „Chuck“ Billy (* 23. června 1962 Alameda County, Kalifornie) je americký metalový zpěvák a skladatel, jenž se proslavil jako zpěvák skupiny Testament. Své fanoušky někdy nazývá „native brothers and sisters“ (domorodí bratři a sestry).

## Život
Billy se narodil indiánskému otci a mexické matce. Jeho otec pochází z domorodých Američanů Pomo, původních obyvatel severní Kalifornie. Billy je hrdý na své indiánské dědictví.

## Kariéra
Billy Chuck přišel do skupiny Testament v roce 1986, poté co se kapela přejmenovala z názvu Legacy. V roce 1987 Billy zpíval na debutovém albu skupiny The Legacy, které obsahovalo jedinou skladbu od Billyho, a to „Do or Die“.
Sestavy v Testamentu se v průběhu let měnily, nicméně Billy Chuck a kytarista Eric Peterson jsou jedinými stálými členy skupiny, kteří hráli na všech studiových albech kapely. Billyho vokální styl se v průběhu let dost změnil, z čistého, pronikavého thrashového stylu k nižšímu rejstříku blížícímu se k growlingu. Na albu Low smíchal oba styly vokálů, někdy i v rámci jedné písně.

## Osobní život
Billyho skladby „Trail of Tears“, „Allegiance“ a „Native Blood“ jsou poctou jeho indiánského dědictví.
Od roku 1991 je ženatý s Tiffany Billy.
V roce 2001 mu byl diagnostikován seminom ze zárodečných buněk, jednalo o vzácnou zdravotní situaci, protože tento typ rakoviny se u mužů obvykle projevuje v oblasti varlat, zatímco v případě Billyho se nádor objevil poblíž jeho srdce. Billy se po 2 letech chemoterapií a operací úspěšně uzdravil.